# Переписи населення Польщі
Переписи в Польщі надають важливу статистичну інформацію про демографію цієї країни.

## Переписи населення в польських землях
- 1765 — Перепис єврейського населення Польщі — 620 тисяч євреїв в Речі Посполитій[1].
- 1789 — Люстрація димів і подання людності — конституція чотирирічного сейму, прийнята 22 червня 1789 р., проголосила перепис населення Польщі[2]
- 1808 — Перепис населення Варшавського герцогства
- 1810 — Перепис населення Варшавського герцогства
- 1827 — Перепис населення та будинків в Польському королівстві
- 1840 — Перепис населення Великого князівства Познані
- 1857 — Перепис населення Галичини
- 1869 — Перепис населення Галичини
- 1880 — Перепис населення Галичини
- 1890 — Перепис населення Галичини
- 1890 — Перепис населення Німецької імперії
- 1897 — Перепис населення Російської імперії
- 1900 — Перепис населення Галичини
- 1910 — Перепис населення Галичини
- 1916 — Перепис населення Литви
- 1918 — Перепис населення Литви
- 1919 — Перепис населення Верхньої Сілезії
- 1919 — Перепис населення східних земель
- 1921 — Перепис населення Польщі (не включає території центральної частини Литви та частини Верхньої Сілезії, які в той час перебували за межами Польщі).
- 1931 — Перепис населення Польщі
- 1950 — Перепис населення Польщі
- 1960 — Перепис населення Польщі
- 1970 — Перепис населення Польщі
- 1978 — Перепис населення Польщі
- 1988 — Перепис населення Польщі
- 2002 — Перепис населення Польщі
- 2011 — Перепис населення Польщі